# Taylor Swift (album)
Taylor Swift je debitantski studijski album američke kantautorice Taylor Swift. Album je objavljen 24. listopada 2006. godine pod diskografskom kućom Big Machine Records. Najavni singl za album "Tim McGraw" objavljen je 19. lipnja 2006. godine. Većinu pjesama na albumu je napisala ona, uz one pjesme koje je napisala uz pomoć Liz Rose. Swift je tražila nekoliko producenata za album i na kraju je odabrala Nathana Chapmana.

## Singlovi
- Pjesma "Tim McGraw" objavljena je 19. lipnja 2006. godine kao najavni singl s albuma Taylor Swift. "Tim McGraw" se plasirala na 40. poziciji američke ljestvice singlova Billboard Hot 100 i šestoj poziciji na ljestvici Hot Country Songs. Recording Industry Association of America (RIAA) je pjesmi dodijelila platinastu certifikaciju s 1 000 000 prodanih kopija u SAD-u.

- "Teardrops on My Guitar" je pjesma koja je objavljena kao drugi singl s albuma. Pjesma se plasirala na 13. poziciji američke ljestvice singlova i time postala najprodavaniji singl s albuma. Recording Industry Association of America (RIAA) je pjesmi dodijelila dvostruku platinastu certifikaciju s 2 000 000 prodanih kopija u SAD-u. U Kanadi pjesma se plasirala na 45. poziciji.

- "Our Song" je pjesma koja je objavljena kao treći singl 9. rujna 2007. godine. Pjesma se plasirala na 16. poziciji američke ljestvice singlova Billboard Hot 100 te joj je od RIAA-e dodijeljena dvostruka platinasta certifikacija. To je ujedno prva pjesma Taylor Swift koja se plasirala na prvoj poziciji ljestvice Hot Country Songs. U Kanadi se pjesma plasirala na 30. poziciji.

- "Picture to Burn" je pjesma koja je 3. veljače 2008. objavljena kao četvrti singl s albuma. Pjesma joj je čevrti "top 10 hit" koji se plasirao na ljestvici Hot Country Songs. Recording Industry Association of America (RIAA) je pjesmi dodijelila platinastu certifikaciju s 1 000 000 prodanih kopija u SAD-u.

- "Should've Said No" je pjesma koja je 18. svibnja 2008. godine objavljena kao peti i posljednji singl s albuma. U SAD-u se pjesma plasirala na prvoj poziciji ljestvice Hot Country Songs. Recording Industry Association of America (RIAA) je pjesmi dodijelila platinastu certifikaciju s 1 000 000 prodanih kopija u SAD-u. Pjesma se također plasirala na ljestivci RIANZ Top 40 Singles Chart na 18. poziciji.

## Popis pjesama
| Br. | Skladba                      | Trajanje |
| --- | ---------------------------- | -------- |
| 1.  | »Tim McGraw«                 | 3:52     |
| 2.  | »Picture to Burn«            | 2:56     |
| 3.  | »Teardrops on My Guitar«     | 3:36     |
| 4.  | »A Place in This World«      | 3:21     |
| 5.  | »Cold as You«                | 4:01     |
| 6.  | »The Outside«                | 3:30     |
| 7.  | »Tied Together with a Smile« | 4:10     |
| 8.  | »Stay Beautiful«             | 4:00     |
| 9.  | »Should've Said No«          | 4:06     |
| 10. | »Mary's Song (Oh My My My)«  | 3:37     |
| 11. | »Our Song«                   | 3:24     |

## Ljestvice
| Ljestvice (2006. – 2010.) | Najviša pozicija |
| ------------------------- | ---------------- |
| Australija                | 33               |
| Australija (Country)      | 2                |
| Kanada                    | 14               |
| Kanada (Country)          | 1                |
| SAD Billboard 200         | 5                |
| SAD Top Country Albums    | 1                |
| Ujedinjeno Kraljevstvo    | 81               |